# 25573 Wanghaoyu
25573 Wanghaoyu (tên chỉ định: 1999 XT205) là một tiểu hành tinh vành đai chính. Nó được phát hiện bởi dự án Nghiên cứu tiểu hành tinh gần Trái Đất Lincoln ở Socorro, New Mexico, ngày 12 tháng 12 năm 1999. Nó được đặt theo tên Wang Haoyu, a Chinese high school student whose plant sciences team project won second place ở the 2009 Giải thưởng Khoa học và Kỹ thuật Intel.